# Asmaa al-Zarouni
Asmaa al-Zarouni   (Xarjah, 1961) (també transliterat com Asma' al-Zar'uni i Asma al-Zarooni) és un poeta, escriptora de relats breus i educadora dels Emirats Àrabs Units.
Al-Zarouni és natural de Xarjah i té un títol de batxillerat en educació. De professió, és bibliotecària. Ha exercit com a vicepresidenta de l'Associació d'Escriptors dels Emirats. Ha aparegut en nombrosos plafons sobre educació al seu país natal.
Algunes de les obres d'al-Zarouni han estat antologitzades en anglès.